# 右昌森林公園

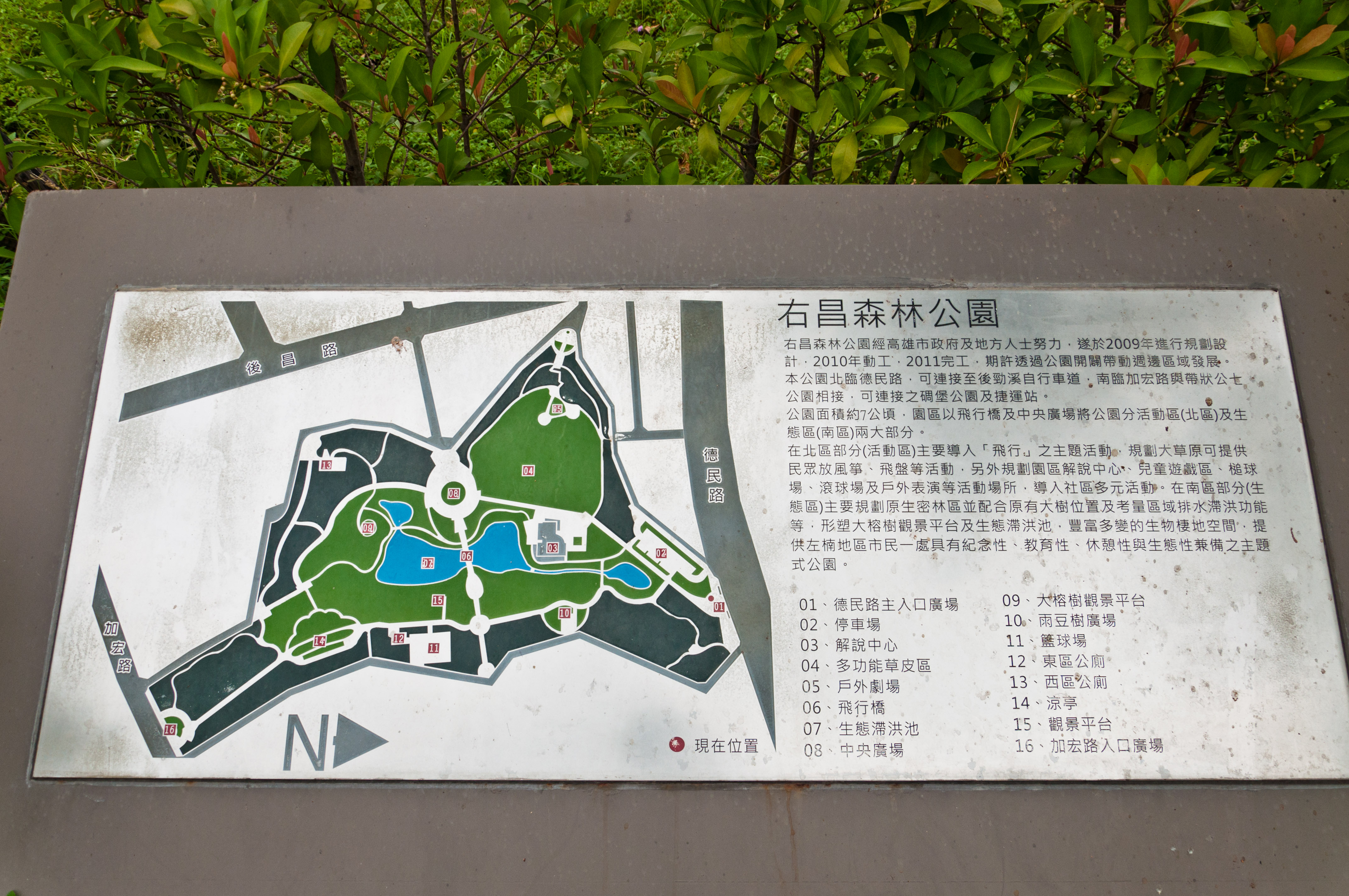
園區地圖

右昌森林公園（英語：Youchang Forest Park），位於臺灣高雄市楠梓區右昌，佔地約17公頃，森林公園原址為墓區，1982年12月30日變更為公園用地。經過高雄市政府多次協調溝通後，2009年起進行墳墓遷移和工程規劃設計，於2011年3月14日啟用。因曾經右昌地區出了高雄第一位飛行員楊清溪，安葬處就位於森林公園原址，公園設計以「飛行」為概念，並加以紀念楊清溪事蹟。

## 歷史
- 1982年12月30日變更為公園用地。
- 2009年進行墳墓遷移和工程規劃設計。
- 2010年2月23日舉行動土典禮。[2][3]
- 2011年3月14日啟用。

## 園內設施

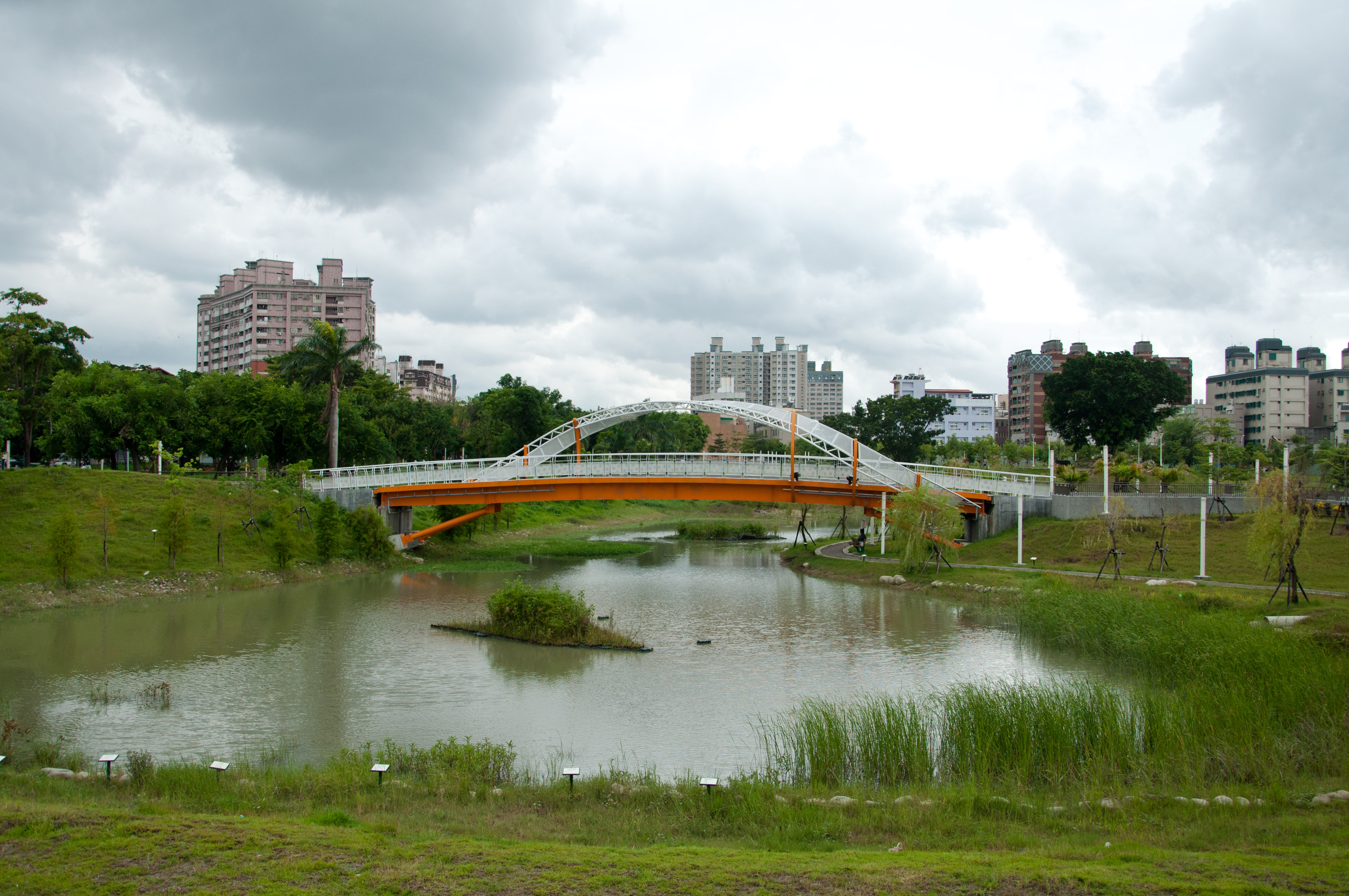
園內滯洪池

內有戶外劇場、多功能草皮區、生態滯洪池、電動遙控飛機飛場、教育解說中心。

## 交通

### 公車
| 編號                | 經營業者   | 區間                       | 備註 |
| ------------------- | ---------- | -------------------------- | ---- |
| 6                   | 港都客運   | 左營南站－萬金路           |      |
| 28                  | 南台灣客運 | 加昌站－高雄火車站         |      |
| 中華幹線（205）     | 港都客運   | 加昌站－夢時代             |      |
| 中華幹線（205）區間 | 港都客運   | 加昌站－高雄火車站         |      |
| 219                 | 港都客運   | 加昌站－捷運鹽埕埔站       |      |
| 245                 | 港都客運   | 加昌站－高雄火車站         |      |
| 紅56A               | 南台灣客運 | 捷運楠梓加工區站－高雄大學 |      |
| 紅56B               | 南台灣客運 | 捷運楠梓加工區站－高雄大學 |      |

### 公共自行車
- 高雄市公共自行車租賃系統：
  - 七號公園(加宏路側)：加宏路/加宏路117巷(西南側)
  - 右昌森林公園(後昌新路58巷)：後昌新路70巷3弄/後昌新路58巷(東北側)
  - 加昌兒童遊戲場：加宏路95號(對側人行道)
  - 仁昌里公園：德民路694號旁

## 週邊設施
- 後勁溪
- 後勁溪自行車道
- 高雄市立加昌國民小學
- 楠梓科技產業園區

## 外部連結
- 右昌森林公園 - 高雄旅遊網 （页面存档备份，存于）